# José Sellier Loup
José Sellier Loup (13. srpna 1850 Givors – 21. listopadu 1922 A Coruña) byl španělský fotograf francouzského původu, který se stal průkopníkem kinematografie v Galicii.

## Životopis
José Sellier Loup se narodil v Givors v roce 1850, i když se jeho rodina brzy přestěhovala do Lyonu, kde žil až do roku 1886, kdy se rozhodl se svou ženou a synem přestěhovat do města La Coruña. Jeho bratr Louis Sellier žil v tomto městě několik let, pracoval nejprve jako malíř portrétů a poté tuto činnost spojil s portrétní fotografií.

## Galerie

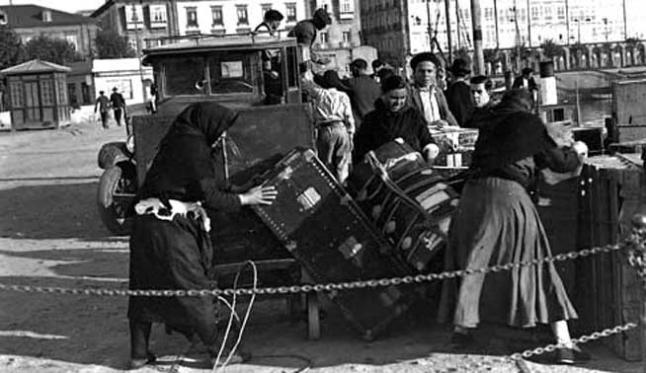
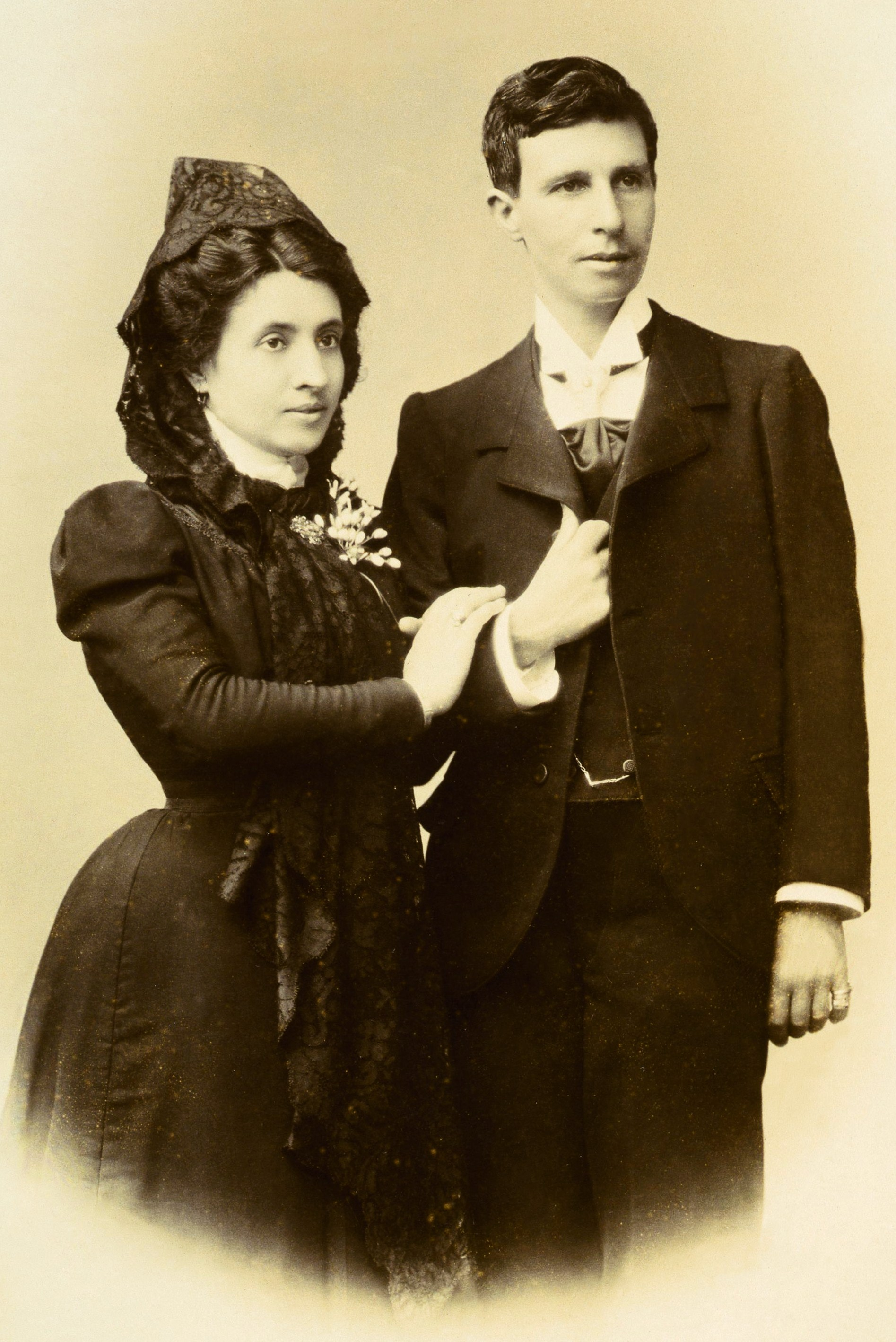
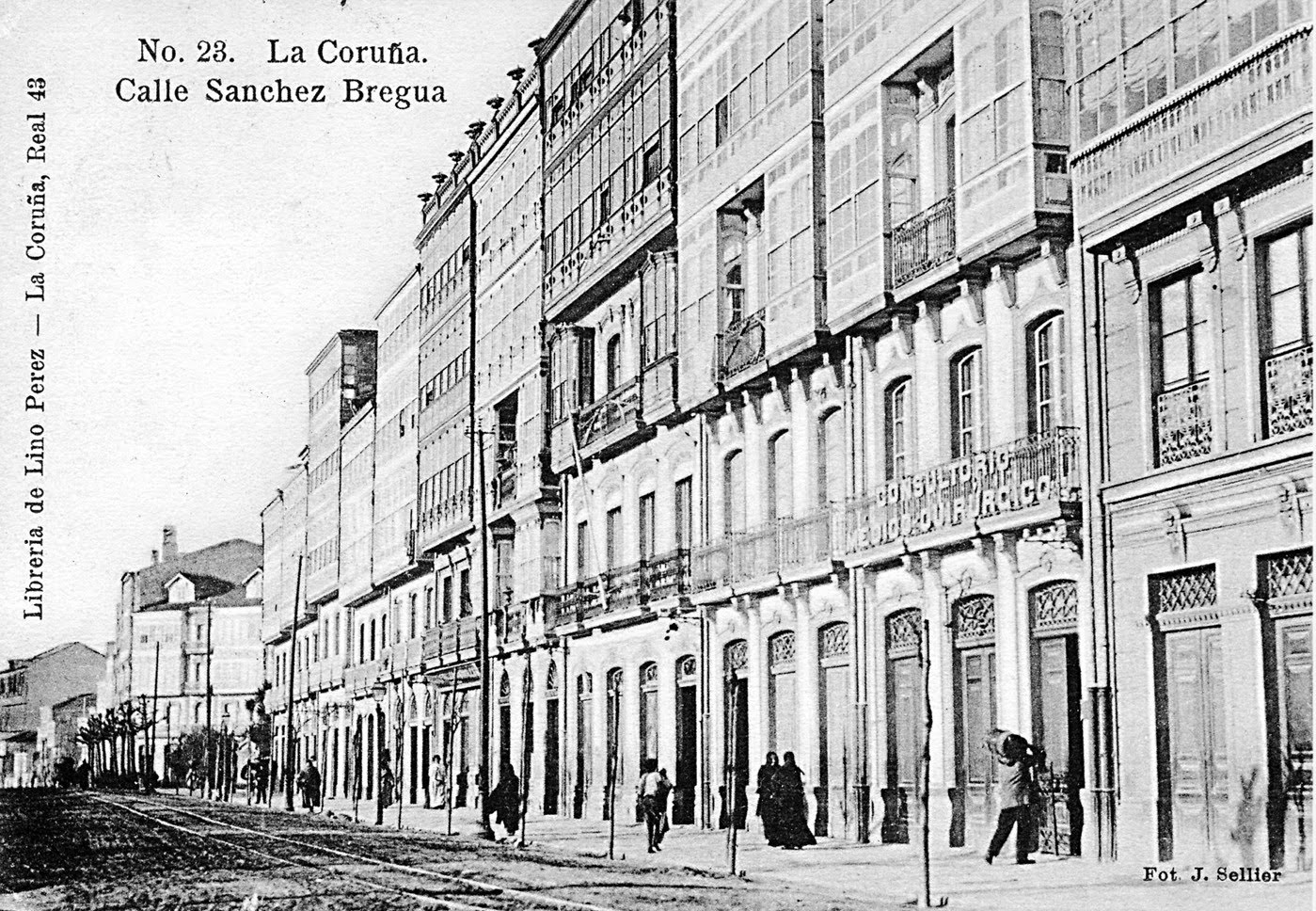
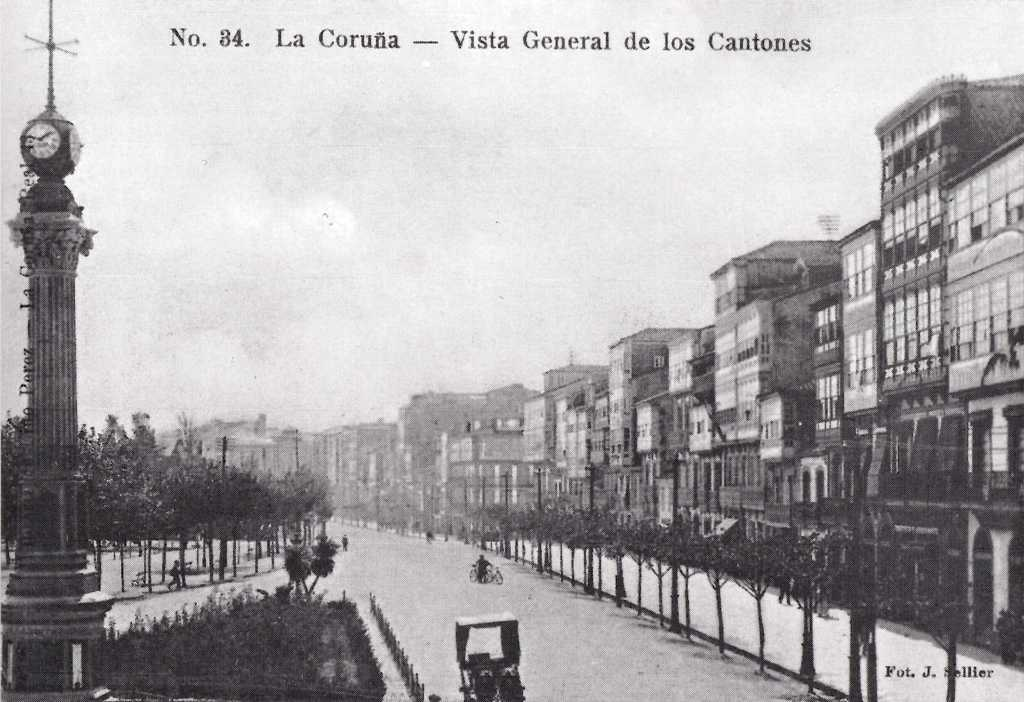